# Jack Walter
Jack Walter, född 6 november 1908, död 17 juli 1971, var en friidrottare från Kanada. Han deltog vid olympiska sommarspelen 1928.